# المنشأة المستجدة
المنشأة المستجدة، قرية تابعة للوحدة المحلية بقرية أبو دراز التابعة لمركز فوه التابع لمحافظة كفر الشيخ في جمهورية مصر العربية.

## السكان
حسب إحصاءات عام 2006، بلغ عدد سكان منية جناج 3,550 نسمة، منهم 1,863 ذكر و1,687 أنثى.